# Carme Elias i Boada
Carme Elias i Boada   (Barcelona, 14 de gener de 1951) és una actriu de teatre, cinema i televisió catalana.

## Biografia
Originària del barri barceloní del Clot, descobrí la vocació dramàtica al teatre local. Posteriorment, a inicis dels anys setanta, estudià a l'Institut del Teatre amb professors com Albert Boadella, Hermann Bonnín o Fabià Puigserver; més endavant, assistí també a algunes classes de la prestigiosa escola de Lee Strasberg a Nova York: l'Institut Lee Strasberg de Teatre i Cinema.
El 1974 inicià la seva carrera teatral professional amb La señorita Julia, sota la direcció d'Adolfo Marsillach. Abans havia participat en conjunts i agrupacions de teatre independent. També el 1974 va aparèixer en diverses posades en escena de la Companyia Adrià Gual. Provarà també, als setanta, el gènere musical en diferents espectacles com: Els pispes, de Pau Riba i Santiago Sans; Faixes, turbants i barretines, de Xavier Fàbregas; o Granja animal, la primera òpera-rock en català, de Joan Vives i Lluís Maria Ros.
El 1981 causà sensació en el paper de Marta a Terra baixa, d'Àngel Guimerà. El muntatge de la Companyia Enric Majó al Teatre Poliorama, amb Enric Majó i Joan Miralles, va tenir un gran èxit i es mantingué en cartell durant mesos. Amb aquest èxit van arribar-li les ofertes cinematogràfiques i televisives, però Carme Elias no abandonà mai el teatre. Algunes de les seves interpretacions més rellevants dels anys vuitanta les trobem als escenaris madrilenys: Absalón, de Calderón de la Barca; La gata sobre el tejado de zinc, de Tennessee Williams; Madame de Sade, de Yukio Mishima. En aquesta dècada destaca també la col·laboració amb l'actor i director J. M. Flotats, en peces com El dret d'escollir, de Brian Clark; Lorenzaccio, d'Alfred de Musset; i El misantrop de Molière.
L'activitat teatral va disminuir als anys noranta a favor del cinema i la televisió, però podem destacar igualment posades en escena a Madrid, València o Barcelona com són: El hombre del destino, de Bernard Shaw, al Teatro Español; Casi una diosa, de Jaume Salom, al Teatro Bellas Artes; La doble inconstancia, de Pierre de Marivaux, en el marc del Festival de Otoño de Madrid; o Acreedores, d'August Strindberg, estrenada al Mercat de les Flors.
Amb la representació el 1999 d'Els gegants de la muntanya de Luigi Pirandello va començar una fructífera relació amb el Teatre Nacional de Catalunya. Entre 1999 i 2018 participà en els següents muntatges: La dama enamorada, de Joan Puig i Ferreter; Calígula, d'Albert Camus; El ventall de Lady Windermere, d'Oscar Wilde; La casa dels cors trencats, de Bernard Shaw; Fum, de Josep Maria Miró; Doña Rosita la soltera o el lenguaje de las flores, de Federico García Lorca; Purga, de Sofi Oksanen; Ricard III de William Shakespeare; i Temps salvatge, de Josep Maria Miró.
En un retorn als clàssics, algunes de les peces a ressaltar de la primera dècada del segle XXI són: La gaviota, d'Anton Txékhov; Edipo rey, de Sòfocles, presentada al Festival Internacional de Teatre Clàssic de Mèrida; El rei Lear, de William Shakespeare; o Prometeu, d'Heiner Müller, en el qual Carme Elias interpretà el paper protagonista, tradicionalment representat per un home. És rellevant també d'aquesta època la seva tasca com a productora i intèrpret en l'estrena com a directora teatral d'Isabel Coixet, en l'adaptació de 84 Charing Cross Road, d'Helene Hanff, un muntatge que va viatjar per l'estat espanyol. L'espectacle va guanyar el Premi al Millor Espectacle de Producció Valenciana de la Crítica Teatral de València el 2005.
A banda de la seva col·laboració amb el Teatre Nacional de Catalunya, a partir del 2010 també trobem sovint un vincle de l'actriu amb el Teatre Akadèmia, per exemple: Al galop!, de Mark Hampton i Mary Louise Wilson, un monòleg en què l'actriu es posà a la pell del geni de la moda Diana Vreeland; Caro maestro! Recordant Strehler, de Ludovica Damiani i Guido Torlonia; i Què va passar amb Bette Davis i Joan Crawford? de Jean Marboeuf, amb Vicky Peña. Als escenaris madrilenys, cal destacar la posada en escena el 2011 a les Naves del Español de Purgatorio, d'Ariel Dorfman, amb Viggo Mortensen.
Pel que fa al cinema, debutà el 1978 amb la pel·lícula L'orgia, de Francesc Bellmunt. Més endavant va assumir papers rellevants en pel·lícules espanyoles com: Stico (Jaime de Armiñán, 1985), El rey pasmado (Imanol Uribe, 1991) i, especialment, en La flor de mi secreto (Pedro Almodóvar, 1995), Los aires difíciles (Gerardo Herrero, 2006) i Camino (Javier Fesser, 2008), per la qual va obtenir el Premi Goya a la millor actriu.
En el cinema català participà en projectes com l'èpica catalana Victòria! La gran aventura d'un poble (Antoni Ribas, 1983), El pont de Varsòvia (Pere Portabella, 1989), per la qual va rebre el Premi de Cinematografia de la Generalitat de Catalunya, Morir (o no) (Ventura Pons, 2000) o Germanes de sang (Ricard Reguant, 2001).
Malgrat que a partir del 2010 es redueix la seva producció cinematogràfica, encara podem posar en relleu aclamades representacions com les de La distancia más larga (Claudia Pinto, 2013), Quien te cantará (Carlos Vermut, 2018) o Las consecuencias (Claudia Pinto, 2021).
Paral·lelament, realitzà diverses labors de doblatge d'actrius com Nastassja Kinski, Daryl Hannah, Sigourney Weaver o Demi Moore.
La seva popularitat, tanmateix, procedeix principalment de la pantalla petita. En la dècada dels setanta i principis dels vuitanta actuà en diverses obres teatrals per a televisió, especialment al programa Estudio 1. El 1983 intervingué a la sèrie Anillos de oro, de Pedro Masó, i a El jardín de Venus, de José María Forqué; i un any després va esdevenir presentadora al programa Y, sin embargo, te quiero. El 1986 protagonitzà Turno de oficio, dirigida per Antonio Mercero. Deu anys després, reprengué el paper a la seqüela Turno de oficio: 10 años después (1996), produïda ara per l'actor Juán Luis Galiardo i dirigida en part, amb Manolo Matji, per Juan Echanove.
Durant els anys vuitanta i noranta va aparèixer sovint a sèries de televisió espanyoles (Pepe Carvalho, Phillipe di Monte, Hasta luego, cocodrilo, Señor alcalde, etc.) i catalanes (Arnau, Dones d'aigua). Després de la seva fructífera relació amb Televisió Espanyola, ja entrat el nou mil·lenni participà a Herederos i altres sèries d'Antena 3 (Antivicio, Gavilanes) i Televisió de Catalunya (Mirall trencat, Mar de fons). Participà també en capítols concrets d'altres conegudes sèries com 7 vidas, Majoria absoluta, La Riera o Cites.
El 2019, l'Acadèmia del Cinema Català la nomenà membre d'honor i el 2021 va rebre el Premi Gaudí d'Honor
El 2022 va ser guardonada amb el premi especial del Brain Film Fest al Centre de Cultura Contemporània de Barcelona (CCCB). Elias va aprofitar el discurs d’agraïment per explicar la seva situació personal i fer públic que pateix la malaltia d’Alzheimer.
El 2024 torna al teatre per fer una Lectura dramatitzada de l'obra Jo no volia ser Rita Hayworth, de Víctor Alexandre, al Teatre Akadèmia en el marc del Festival Grec Barcelona.

## Fons personal
El fons personal de l'actriu es conserva al Museu de les Arts Escèniques. El fons està format per 15 caixes d’arxiu i presenta una àmplia representació documental de la seva activitat professional com a actriu teatral, televisiva i de cinema. Principalment, es conserven programes de mà, dossiers i reculls de premsa i fotografies, per exemple, una àmplia col·lecció de retrats de l’actriu en diferents moments de la seva carrera.
Part del fons ja és consultable a través del catàleg en línia.

## Trajectòria professional

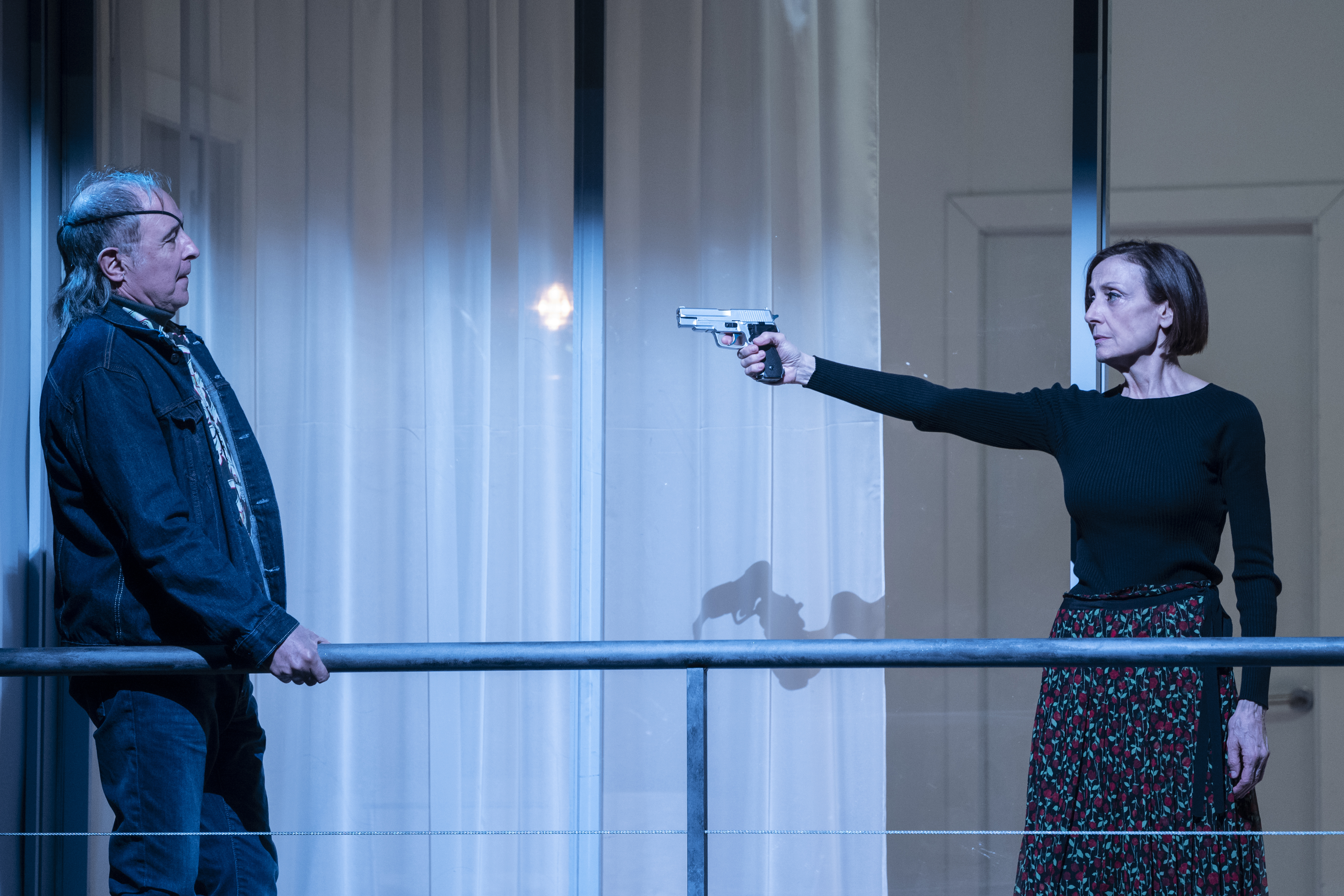
Manel Barceló i Carme Elias a Temps salvatge, de Josep Maria Miró i Coromina, representada al Teatre Nacional de Catalunya (2018)

### Teatre
Carme Elias ha interpretat sobre l'escenari les següents peces teatrals:
- 1969. Ball robat de Joan Oliver. Teatre Romea.
- 1970. El santón de Perillán de Roger Filella. Grup Experimental Pecuba. Direcció de Ramon Balcells.
- 1970. L'infant que volgué ésser mestre d'Andreu Vallvé. Institut del Teatre.
- 1972. El cuadrado de astromelias de Guillermo Henríquez. Gogo Teatro Experimental Independiente. Direcció de Joan Manuel Gisbert.
- 1972. La casa de Bernarda Alba de Federico García Lorca. Grupo Catarsis de Barcelona. Direcció de Joan-Carles Viñoles.
- 1973. La señorita Julia d'August Strindberg. Teatre Poliorama.[5]
- 1974. El criat de dos amos de Carlo Goldoni. Companyia Àngel Guimerà.
- 1974. El retablo jovial d'Alejandro Casona. Companyia Àngel Guimerà.
- 1974. Ifigenia en Áulide d'Eurípides. Companyia Àngel Guimerà.
- 1974. Las troyanas d'Eurípides. Companyia Àngel Guimerà.
- 1975. El señor Pigmalión de Jacinto Grau. Companyia Àngel Guimerà.
- 1975. Pato a la naranja de William Douglas-Home. Teatre Talia.[36]
- 1976. Els pispes de Pau Riba i Santiago Sans. Saló Diana. Direcció de Joan Potau.[6]
- 1976. Faixes, turbants i barretines de Xavier Fàbregas. Festival Grec.[7]
- 1976. Granja animal, primera òpera-rock en català de Joan Vives i Lluís Maria Ros. Teatre Romea. Direcció de Pere Daussà.[8]
- 1977. Un lloc entre els morts de Maria Aurèlia Capmany. Teatre Estable.
- 1978. La reina ha relliscat d'Alfons Roure. Teatre Romea.
- 1979. La gavina d'Anton Txékhov. Direcció d'Hermann Bonnín.[37]
- 1979. Víctor o els nens al poder de Roger Vitrac. Teatre Romea.
- 1980. L'ombra d'un copalta damunt l'asfalt a partir de textos de J. V. Foix, J. M. Junoy, J. Salvat Papasseit, Carles Sindreu, etc. Festival Grec. Direcció de Hermann Bonnín.[38]
- 1981. Terra baixa d'Àngel Guimerà. Companyia Enric Majó, Teatre Poliorama. Direcció de Josep Montanyés.[9]
- 1983. Absalón de Pedro Calderón de la Barca. Teatro Español. Direcció de José Luis Gómez.[39]
- 1984. La gata sobre el tejado de cinc caliente de Tennessee Williams. Teatro Reina Victoria. Direcció de Carlos Gandolfo.
- 1986. Madame de Sade de Yukio Mishima. Centro Cultural de la Villa.
- 1987. El dret d'escollir de Brian Clark. Companyia de J. M. Flotats. Direcció de J. M. Flotats.
  - Premi Memorail Margarida Xirgu a la interpretació femenina més rellevant de la temporada.
  - TP d'Or a la Millor actriu per l'adaptació televisiva.
  - Premi Els millors de TV3 per l'adaptació televisiva.

- 1988. Lorenzaccio d'Alfred de Musset (trilogia L'illa de la memòria). Companyia de J. M. Flotats. Direcció de J. M. Flotats.
  - Premi Memorial Margarida Xirgu a la interpretació femenina més rellevant de la temporada.
- 1989. El misàntrop de Molière (trilogia L'illa de la memòria). Companyia de J. M. Flotats. Direcció de J. M. Flotats.
- 1990. El hombre del destino de Bernard Shaw. Teatro Español. Direcció de Maria Ruiz.
- 1992. La quinta columna d'Ernest Hemingway. Teatro Rialto.
- 1993. Casi una diosa de Jaume Salom. Teatro Bellas Artes.
- 1993. La doble inconstancia de Pierre de Marivaux. Festival de Otoño de Madrid. Direcció Miguel Narros.
  - Premi de la Unión de Actores y Actrices a la Millor actriu de teatre.
- 1994. Acreedores d'August Strindberg. Companyia Pez Luna Teatro. Direcció de Juan Carlos Corazza.
- 1998. Las últimas lunas de Furio Bordon. Direcció de J. L. Garcia Sánchez.
- 1998. Brecht x Brecht a partir de textos de Bertolt Brecht. Festival de Otoño. Direcció de Mario Gas.
- 1999. Els gegants de la muntanya de Luigi Pirandello. Teatre Nacional de Catalunya / Odéon-Théâtre de l'Europe. Direcció de Georges Lavandaunt.
- 2001. La dama enamorada de Joan Puig i Ferreter. Teatre Nacional de Catalunya.
- 2002. La gaviota d'Anton Txekhov. Co. Teatro de la Danza. Direcció Amelia Ochandiano.
  - Premi Villa de Madrid María Guerrero a la Millor actriu de teatre.
- 2004. 84 Charing Cross Road d'Helen Hanff. Direcció d'Isabel Coixet.
  - Premi de la Crítica de València al Millor espectacle de producció valenciana.
- 2004. Calígula d'Albert Camus. Teatre Nacional de Catalunya.
- 2007. El ventall de Lady Windermere d'Oscar Wilde. Teatre Nacional de Catalunya.
  - Premi Butaca a la Millor actriu de teatre.
- 2008. Edipo rey de Sòfocles. Festival Internacional de Teatre Clàssic de Mèrida.
- 2008. Rey Lear de William Shakespeare. Centro Dramático Nacional.
- 2009. La casa dels cors trencats de Bernard Shaw. Teatre Nacional de Catalunya.
  - Premi Butaca a la Millor actriu de teatre.
- 2010. Prometeu/Prometeo d'Heiner Müller. Festival Grec i Centro Dramático Nacional.
- 2011. Purgatorio d'Ariel Dorfman. Naves del Español, Matadero Madrid. Direcció de Josep Maria Mestres.
- 2013. Fum de Josep Maria Miró. Teatre Nacional de Catalunya. Direcció de Josep Maria Miró.
- 2014. Al galop/Al galope de Mark Hampton i Mary Louise Wilson. Teatre Akadèmia. Direcció de Guido Torlonia.
- 2014. Doña rosita la soltera o El lenguaje de las flores de Federico Garcia Lorca. Teatre Nacional de Catalunya.
- 2015. Purga de Sofi Oksanen. Teatre Nacional de Catalunya. Direcció de Ramon Simó.
- 2017. Caro maestro! Recordant Strehler de Ludovica Damiani i Guido Torlonia. Teatre Akadèmia.
- 2017. Ricard III de William Shakespeare. Teatre Nacional de Catalunya.
- 2018. Temps salvatge de Josep Maria Miró. Teatre Nacional de Catalunya
- 2019. Què va passar amb Bette Davis i Joan Crawford? de Jean Marboeuf. Teatre Akadèmia. Direcció de Guido Torlonia.
- 2024. Jo no volia ser Rita Hayworth de Víctor Alexandre. Lectura, Teatre Akadèmia. Direcció de Guido Torlonia.

### Cinema
Les seves pel·lícules més destacades són:
- 1978. L'orgia. Dirigida per Francesc Bellmunt.
- 1981. Barcelona sur. Dirigida per Jordi Cadena.
- 1981. Crónica de un instante. Dirigida per José Antonio Pangua.
- 1982. Cinc figures. Dirigida per Jan Baca i Toni Garriga.
- 1982. Luis y Virginia. Dirigida per Jaime Chávarri.
- 1982. Entre parèntesis. Dirigida per Simón Fàbregas.
- 1983. Victòria, la gran aventura d'un poble. Dirigida per Antoni Ribas.
- 1983. L'home ronyó. Dirigida per Raül Conte.
- 1984. Dos mejor que uno. Dirigida per Ángel Llorente.
- 1985. Stico. Dirigida per Jaime de Armiñán.
- 1986. Puzzle. Dirigida per L. J. Comerón.
  - Premi AADPC a la millor interpretació cinematogràfica.[41]
- 1988. Massa vell per a morir jove. Dirigida per Isabel Coixet.
- 1989. El pont de Varsòvia. Dirigida per Pere Portabella.
  - Premi de Cinematografia de la Generalitat de Catalunya.
- 1989. Malditas chicas malas. Dirigida per Hervé Tirmarche.
- 1990. Capità Escalaborn. Dirigida per Carles Benpar.
- 1991. El rey pasmado. Dirigida per Imanol Uribe.
- 1993. Els de davant. Dirigida per Jesús Garay.
- 1993. Caramboles. Dirigida per Jesús Font.
- 1994. Los peores años de nuestra vida. Dirigida per Emilio Martínez-Lázaro.
- 1995. La flor de mi secreto. Dirigida per Pedro Almodóvar.
- 1996. La vida privada. Dirigida per Vicente Pérez Herrero.
- 1996. Pesadilla para un rico. Dirigida per Fernando Fernán-Gómez.
- 1996. Menos que cero. Dirigida per Ernesto Telleria.
- 1997. En brazos de la mujer madura. Dirigida per M. Lombardero.
- 1998. Manos de seda. Dirigida per C. Martínez Herrada.
- 1999. No respires (el amor no está en el aire). Dirigida per Joan Potau.
- 2000. Morir (o no). Dirigida per Ventura Pons.
- 2001. Germanes de sang. Dirigida per Ricard Reguant.
- 2002. Bestiario. Dirigida per V. Pérez Herrero.
- 2002. Sinfonía desconcertante (curtmetratge). Dirigida per Belén Santos.
  - Premi Especial del Jurat del Festival Internacional de Cinema d'Indianapolis, amb Lola Herrera i María Isasi.
- 2003. Haz conmigo lo que quieras. Dirigida per Ramón de España.
  - Menció especial al Festival Internacional de Cinema de Comèdia de Peníscola.
- 2004. Sévigné. Dirigida per M. Balletbó-Coll.
- 2005. 100 maneras de acabar con el amor. Dirigida per Vicente Pérez Herrero.
- 2006. Los años más difíciles. Dirigida per G. Herrero.
- 2008. Camino. Dirigida per Javier Fresser.
  - Premi Sant Jordi de Cinematografia a la Millor actiru espanyola.
  - Premi de la Unión de Actores y Actrices a la Millor actriu protagonista de cinema.
  - Premi Turia a la Millor actriu.
  - Premi Goya a la Millor actriu protagonista.
- 2010. Planes para mañana. Dirigida per Juana Macías.
- 2011. ¿Estás ahí? Dirigida per Roberto Santiago.
- 2012. Tengo ganas de ti. Dirigida per Fernando González Molina.
- 2013. La distancia más larga. Dirigida per Claudia Pinto.
- 2018. Quién te cantará. Dirigida per Carlos Vermut.
- 2021. Las consecuencias, de Claudia Pinto.[42]

### Televisió
Entre finals dels anys setanta i principis dels vuitanta, Carme Elias va participar en un gran nombre d'obres literàries i teatrals adaptades per a televisió, en programes de TVE i La 2 com són Estudio 1, Novela, Gran Teatre o Lletre catalanes. Per exemple:
- 1976. El idiota, basada en la novel·la homònima de Fiódor Dostoievski.
- 1977. Lluvia, d'Alfredo Baño.
- 1977. El crack (Teatro-Club), dirigida per Esteve Duran.
- 1977. El delantero centro murió al amanecer (Teatro-Club), basada en la dramaturgia d'Agustín Cuzzani i dirigida per Esteve Duran.
- 1977. Manos vacías (Teatro-Club), dirigida per Esteve Duran
- 1978. Un somni i mil enganyifes, adaptació de J. M. Benet i Jornet de l'antologia Les mil i una nits, per al circuit català de TVE.
- 1978. Homes i No (Lletres catalanes), obra de Manuel de Pedrolo dirigida per Orestes Lara.
- 1979. Carta a París (Estudio 1), dirigida per Sergi Schaaff.
- 1980. Gente bien, adaptació del clàssic de Santiago Rusiñol.
- 1980. Quality Street (Estudio 1), basada en la dramatúrgia de J. M. Barrie.
- 1980. La silla nº 13, adaptació de la peça policiaca de Bayard Veiller, dirigida per Esteve Duran.
- 1981. El abanico de Lady Windermere (Estudio 1), basada en la dramatúrgia d'Oscar Wilde i dirigida per Antonio Chic.
- 1981. Los peces rojos (Estudio 1), basada en la comèdia de Jean Anouilh i dirigida per Lluís Maria Güell.
- 1981. L'hereu i la forastera (Gran Teatre), basada en la dramatúrgia de Josep Maria de Sagarra i dirigida per Antoni Chic.
- 1982. La noche de los cien pájaros (Estudio 1), basada en la dramatúrgia de Jaume Salom i dirigida per Antoni Chic.
- 1982. Los ángeles caídos (Estudio 1), basada en la dramatúrgia de Noël Coward i dirigida per Simó Fàbregas.

És també en aquesta època quan començà a participar en telefilms i sèries de televisió, com a protagonista o en capítols concrets. Al llarg de la seva carrera, Carme Elias va treballar tant en pel·lícules, com en sitcoms o sèries dramàtiques:
- 1978. Terra d'escudella (TVE), programa infantil dirigit per Mercè Vilaret.
- 1980. Mare i fill, societat limitada (TVE), amb Mary Santpere i Enric Majó. Guió de Terenci Moix.
- 1981. Santiago Rusiñol, la vida, docudrama de la vida de l'artista amb Joan Miralles com a protagonista.
- 1983. Anillos de oro: Tiempo feliz de caramelo (TVE). Direcció de Pedro Masó.
- 1983. El jardín de Venus (TVE), amb Verónica Forqué i Fernando Fernán Gómez.
- 1983. Misteri: Retrat de capvespre, amb Ovidi Montllor.
- 1984. Cuentos imposibles: Rosa fresca (TVE). Direcció de Jaime Armiñán.
- 1985. Einstein (producció franco-húngara). Minisèrie dirigida per Lazare Iglesis.
- 1985-1987.Turno de oficio (TVE), amb Juan Luis Galiardo i Juan Echanove. Direcció d'Antonio Mercero.
- 1986. Pepe Carvalho (TVE), amb Eusebio Poncela i Ovidi Montllor.
- 1987. Phillipe di Monte (TVE). Telefilm dirigit per Jesús García de Dueñas.
- 1992. Crónicas del mal: El ascensor (TVE), amb Antonio Resines.
- 1992. Hasta luego, cocodrilo (TVE), dirigida per Alfonso Ungría.
- 1994. Arnau: els dies secrets (TV3). Direcció de Lluís Maria Güell.
- 1995. Love stories: Quinteto en sol menor. Capítol de la coproducció francesa, italiana, espanyola, suïssa i alemanya dirigit per José Antonio Páramo.
- 1996. Turno de oficio: diez años después (TVE), amb Juan Luis Galiardo i Juan Echanove.
- 1997. Dones d'aigua (TV3), amb Silvia Marsó, Carme Sansa i Montserrat Carulla.
- 1997. El show de la Diana (TV3), amb Lloll Beltrán. Direcció de Jordi Roure.
- 1998. Señor alcalde (Telecinco), amb Carlos Larrañaga.
- 2001. Antivicio (Antena 3), amb Armando del Río, Fanny Gautier i Joan Crosas.
- 2002. Mirall trencat (TV3). Direcció d'Orestes Lara.
- 2004. 7 vidas (Telecinco). Apareix en dos episodis de la temporada 12.
- 2004. Majoria absoluta (TV3). Apareix en tres episodis de la temporada 3.
- 2006. Mar de fons (TV3). Creació de J. M. Benet i Jornet.
- 2008. Herederos (TVE), amb Concha Velasco. Creació de David Paniagua i Pablo Tébar.
- 2010. Gavilanes (Antena 3).
- 2013-2014. La Riera (TV3). Apareix en cinc episodis de la temporada 1.
- 2016. Cites (TV3). Apareix en dos episodis de la temporada 2.

És menor la seva carrera com a presentadora de televisió, però hi ha algunes col·laboracions destacades dels anys setanta i vuitanta:
- 1976-1977. Tot art (TVE).
- 1984. Y, sin embargo, te quiero (TVE).
- 1987. Estadio 2: especial olimpíades (TVE).

## Premis i candidatures
| Any  | Premi                                                    | Categoria                                                           | Pel·lícula / Obra                              | Resultat   |
| ---- | -------------------------------------------------------- | ------------------------------------------------------------------- | ---------------------------------------------- | ---------- |
| 1982 | Fotogramas de Plata                                      | Millor intèrpret de televisió                                       | Luis y Virginia                                | Nominada   |
| 1986 | Fotogramas de Plata                                      | Millor intèrpret de televisió                                       | Turno de oficio Las aventuras de Pepe Carvalho | Nominada   |
| 1987 | AADPC                                                    | Millor actriu cinematogràfica                                       | Puzzle                                         | Guanyadora |
| 1988 | TP d'Or                                                  | Millor actriu catalana                                              | El dret d'escollir                             | Guanyadora |
| 1988 | Premi Memorial Margarida Xirgu                           | La interpretació femenina més rellevant de la temporada barcelonina | El dret d'escollir i Lorenzaccio               | Guanyadora |
| 1989 | Premi Els millors de TV3                                 | Millor actriu                                                       | El dret a escollir                             | Guanyadora |
| 1991 | Premis de Cinematografia de la Generalitat de Catalunya  | Millor actriu                                                       | Pont de Varsòvia                               | Guanyadora |
| 1993 | Unión de Actores y Actrices                              | Millor actriu de teatre                                             | La doble inconstancia                          | Guanyadora |
| 1996 | Fotogramas de Plata                                      | Millor actriu de televisió                                          | Turno de oficio: Diez años después             | Nominada   |
| 2003 | Premi Villa de Madrid                                    | Millor actriu de teatre                                             | La gaviota                                     | Guanyadora |
| 2003 | Unión de Actores y Actrices                              | Millor actriu de teatre                                             | La gaviota                                     | Nominada   |
| 2003 | Premios Max                                              | Millor actriu                                                       | La gaviota                                     | Nominada   |
| 2003 | Festival Internacional de Cinema de Comèdia de Peníscola | Menció Especial                                                     | Haz conmigo lo que quieras                     | Guanyadora |
| 2004 | Festival Internacional de Cinema d'Indianapolis          | Premi Especial del Jurat (compartit amb Lola Herrera i María Isasi) | Sinfonía desconcertante                        | Guanyadora |
| 2005 | Premi de la Crítica de València                          | Millor espectacle de producció valenciana                           | 84 Charing Cross Road                          | Guanyadora |
| 2007 | Premis Butaca                                            | Millor actriu de teatre                                             | El ventall de Lady Windermere                  | Guanyadora |
| 2008 | Premi Sant Jordi de Cinematografia                       | Millor actriu espanyola                                             | Camino                                         | Guanyadora |
| 2008 | Premis Goya                                              | Millor actriu protagonista                                          | Camino                                         | Guanyadora |
| 2008 | Unión de Actores y Actrices                              | Premi Unió d'Actors a la millor actriu protagonista de cinema       | Camino                                         | Guanyadora |
| 2008 | Premis Turia                                             | Millor actriu                                                       | Camino                                         | Guanyadora |
| 2009 | Premis Butaca                                            | Millor actriu de cinema                                             | Camino                                         | Guanyadora |
| 2009 | Premis Butaca                                            | Millor actriu de teatre                                             | La casa del cors trencats                      | Nominada   |
| 2016 | Premi Jordi Dauder                                       | Premi a la creativitat                                              |                                                | Guanyadora |
| 2021 | Premis Gaudí                                             | Premi Gaudí d'Honor                                                 |                                                | Guanyadora |
| 2022 | Premi del Brain Film Fest                                | Premi especial                                                      |                                                | Guanyadora |
| 2022 | Creu de Sant Jordi                                       | Creu de Sant Jordi                                                  |                                                | Guanyadora |